# Deutsch-isländische Beziehungen
Die deutsch-isländischen Beziehungen beziehen sich unter anderem auf die Felder Politik, Wirtschaft, Kultur und Wissenschaft.

## Frühe Geschichte
Bereits im Sagenkreis des Nibelungenlieds wird Brünhild, Königin von Island, erwähnt, die von Siegfried unter dem Schutz seiner Tarnkappe bei einer Reise in den hohen Norden für König Gunther (der seine Machtbasis in Worms besitzt) geworben wird.
Die belegten Beziehungen zwischen Island und dem deutschen Sprachraum reichen auf die Zeit um 900 zurück. Der erste Deutsche, der Island besuchte, war vermutlich Missionsbischof Friedrich im Jahr 981, der in seinen fünf Jahren Aufenthalt die Christianisierung Islands beförderte. Für diese setzte sich auch der Priester Dankbrand (oder Thangbrand, isländisch Þangbrandr), ein Gesandter des norwegischen Königs, einige Jahre später ein. Als erster isländischer Bischof wurde im Jahre 1056 Ísleifur Gissurarson in Bremen geweiht.
Bis 1104, als die Kirchenprovinz Lund aus der Metropolie Bremen-Hamburg ausgegliedert wurde, stand das isländische Bistum Skálholt, unter der Metropolitangewalt des Erzbistums Bremen.
Die ersten schriftlichen Berichte über Island in deutscher Sprache stammen aus dem 11. Jahrhundert und gehen auf Adam von Bremen zurück.
Christoph III. (1416–1448), geboren als Christoph von Pfalz-Neumarkt war als König von Dänemark, Schweden und Norwegen auch Herrscher über Island (Isländisch: Kristófer af Bæjaralandi). Didrik Pining aus Hildesheim, Teilnehmer einer internationalen Expedition u. a. mit João Vaz Corte-Real die in den Jahren 1473–76 den Kontakt zu Grönland wiederherstellen sollte und dabei auch das nordamerikanische Festland erreicht haben soll, war von 1478 bis 1490 Statthalter in Island.
Im 15. und 16. Jahrhundert wurde zwischen der Hanse und besonders Hamburg auf der einen und Island auf der anderen Seite Handel getrieben. Mitte des 16. Jahrhunderts wurde die Reformation lutherischer Prägung in Island durchgesetzt. 1814 wurde während der Napoleonischen Kriege der Frieden von Kiel zwischen Schweden, Großbritannien und Dänemark geschlossen. Aus Sicht der Isländer war dieser Friede eine Verewigung der bereits seit 1380 bestehenden Vorherrschaft Dänemarks über ihr zuvor schon von Norwegen beherrschtes Land. 1854 wurde das dänische Handelsmonopol aufgehoben. Im Ersten Weltkrieg blieb Dänemark und damit auch Island neutral. Seit 1918 war Island nur noch lose durch Personalunion mit Dänemark verbunden.

## Politik
Island wurde 1940 durch die deutsche Besetzung Dänemarks und Norwegens vom Mutterland Dänemark abgeschnitten und in der Folge präventiv durch britische Truppen besetzt. Im November 1944 kamen durch den Beschuss des Transport- und Passagierschiffs Goðafoss durch ein deutsches U-Boot 24 Menschen ums Leben.
Über die unklare Haltung der isländischen Autoritäten zum Holocaust berichtete erstmals der deutsche Journalist Alfred Joachim Fischer (1957); inzwischen gibt es ausführliche Untersuchungen dazu auf Englisch und in anderen Sprachen.
1944 erklärte sich Island für unabhängig.
Nach dem Zweiten Weltkrieg nahmen die Staaten Deutschland und Island 1952, auf Anfrage Konrad Adenauers, diplomatische Beziehungen auf. Botschaften in Hamburg und Reykjavík wurden eröffnet (vgl. Liste der deutschen Botschafter in Island, Liste der isländischen Botschafter in Deutschland). 1955 zog die isländische Botschaft nach Bonn, 1999 nach Berlin. Sie ist Teil der Nordischen Botschaften.
Eine Zusammenarbeit beider Länder besteht in der NATO und der UN. Beide Staaten sind außerdem Mitglieder der Organisation für wirtschaftliche Zusammenarbeit und Entwicklung, der Organisation für Sicherheit und Zusammenarbeit in Europa, des Ostseerates (obwohl Island keinen Anteil an der Ostsee hat) und des Schengen-Raums (obwohl Island noch kein Mitglied der Europäischen Union ist). Fundament der Kooperation sind gemeinsame Werte und Ansichten hinsichtlich internationaler Politik. Die deutsche Bundesregierung und der Bundestag befürworten den Beitritt Islands zur Europäischen Union.
Vom 12. bis 14. Juni 2019 besuchten Bundespräsident Frank-Walter Steinmeier und Elke Büdenbender Island. In Reykjavík führten sie Gespräche mit  Staatspräsident Guðni Th. Jóhannesson.
Am 21. Oktober 2024 besuchte Präsidentin Halla Tómasdóttir Berlin und wurde mit militärischen Ehren von Bundespräsident Frank-Walter Steinmeier im Schloss Bellevue empfangen.

## Wirtschaft
Ab dem 15. Jahrhundert gab es Handelsbeziehungen durch die Kaufleute der Hanse, die die wirtschaftliche Entwicklung Islands prägten. Im sogenannten Islandhandel hatte die Hansestadt Hamburg die wichtigste Rolle. Durch den Handel wurde auch der Weg für den zunehmenden kulturellen Austausch geebnet.
Zwischen 1602 und 1787 waren die Handelsbeziehungen durch ein dänisches Handelsmonopol unterbrochen.
In den drei sogenannten Kabeljaukriegen weitete Island seine Fischereigrenzen von vier auf zwölf, dann auf 50 und zuletzt auf 200 Seemeilen aus. Während sich der erste Kabeljaukrieg (1958) auf Island und Großbritannien beschränkte, da alle anderen Länder (auch die Bundesrepublik Deutschland) die neue isländische Zwölf-Seemeilen-Zone anerkannten, kam es über die weitere Vergrößerung der Fischereigrenzen im Zweiten Kabeljaukrieg (1972) und im Dritten Kabeljaukrieg (1974) auch zum Konflikt mit der Bundesrepublik. Dabei wurden u. a. auch die Netze deutscher Fischerboote durch Isländer gekappt. Die 200-Seemeilen-Zone Islands wurde zum 1. Januar 1977 von allen EWG-Staaten anerkannt.
Deutschland und Island sind zusammen im Europäischen Wirtschaftsraum organisiert. Die Wirtschaftsbeziehungen sind eng, so betrug 2019 laut Statistischem Bundesamt das Handelsvolumen 1,111 Mrd. €. Deutschlands Importe hatten einen Wert von 526 Mio. €, die Exporte einen von 585 Mio. €. Im Vergleich zu 2011 ist damit das Volumen der Importe aus Island von ehemals 769 Mrd. € gesunken, die Exporte nach Island hingegen von ehemals 295,8 Mio. € gestiegen. Die nach Deutschland gelieferten Produkte sind zu etwas 53 % verarbeitete Güter, wie etwa Aluminium, und zu 38 % Marineprodukte, wie etwa Fisch, der in Bremerhaven und Cuxhaven verarbeitet wird. Deutschland exportiert zu 43 % vor allem Kraftfahrzeuge, Maschinen und Elektrotechnik nach Island. Für Island war Deutschland 2019 drittwichtigster Handelspartner bei Importen und sechstwichtigster bei Exporten.
Seit 1993 gibt es eine Deutsch-Isländische Regierungskommission für EU- und Wirtschaftsfragen, die jährlich abwechselnd in Island und Deutschland tagt. Die wirtschaftliche Kooperation wird auch durch die deutsche Auslandshandelskammer Island (AHK Island) gefördert. 1995 wurde die Deutsch-Isländische Handelskammer gegründet.
Für den Tourismus in Island spielen die Deutschen eine wichtige Rolle. So war Deutschland 2019 mit jährlich über 132.000 Islandbesuchern das viertgrößte Herkunftsland und Besucher aus Deutschland hatten mit durchschnittlich 8,8 Übernachtungen die längste Aufenthaltsdauer.
Im Jahr 2008 erfuhr die Isländische Krone infolge der internationalen Finanzkrise eine starke Entwertung. Die isländische Regierung brachte große Teile des Finanzsektors unter anderem alle drei Großbanken, d. h. Glitnir, Landsbankinn und Kaupþing unter staatliche Kontrolle. Besonders betroffen waren deutsche Kunden von den Problemen der auch in Frankfurt am Main mit einer Niederlassung vertretenen Kaupthing Bank. (Am 19. November 2009 wurde die deutsche Niederlassung endgültig geschlossen und die Präsenz der Bank in Deutschland beendet.) Der isländische Präsident Ólafur Ragnar Grímsson erklärte nach den Unruhen wegen der Staatspleite in einem Interview gegenüber der Financial Times Deutschland am 10. Februar 2009, es sei den isländischen Steuerzahlern nicht zu vermitteln, dass sie jetzt auch noch für die Verluste deutscher Sparer aufkommen müssten. Ausländische Anleger könnten nicht erwarten, dass Island die ganze Last der Finanzkrise trage. In der Folge kam es zu einer Änderung der isländischen Haltung: Am 10. Juli 2009 hat die Kaupthing Bank bereits die meisten Einlagen an die rund 34.000 Sparer zurückgezahlt.
Seit der Finanzkrise wurde auch wieder offen über einen Beitritt Islands zur Europäischen Union und die anschließende Einführung des Euro als Währung nachgedacht. Mit der Parlamentswahl am 27. April 2013 besiegelten die Wähler jedoch das vorläufige Aus für die Beitrittsbestrebungen Islands. Am 12. März 2015 zog Island seinen Beitrittsantrag zurück.
Eine Krise ganz anderer Art ereignete sich 2010: Der Ausbruch des isländischen Vulkans Eyjafjallajökull brachte auch den Flugverkehr in Deutschland teilweise zum Erliegen.

## Kultur und Wissenschaft
Die deutsch-isländischen Kulturbeziehungen reichen mehr als ein Jahrtausend zurück; die beiden Staaten haben einen germanischen kulturellen Hintergrund.
Die Handelsbeziehungen durch die Kaufleute der Hanse im 16. Jahrhundert brachten die Buchdruckerkunst und Impulse für die Reformation nach Island. In Hamburg fand 1530 der erste Druck einer isländischen Schrift statt. Von dort wurde auch die erste Druckpresse nach Island exportiert. Der Bischof von Skálholt Gissur Einarsson, ein Befürworter der Reformation, hielt sich einige Jahre in Deutschland auf; er veranlasste eine Übersetzung des Neuen Testaments der Luther-Bibel ins Isländische.
Arngrímur Jónsson bemühte sich um eine klischeefreiere Beschreibung des Landes als die, die seinerzeit im deutschen Sprachraum verbreitet war. 1561 erschien das Werk „Van Yslandt“ des Hamburger Kaufmanns und Islandfahrers Gories Peerse. Eine Gegendarstellung lieferte Arngrímur – allerdings mit mäßigem Erfolg – mit seinem Werk „Kurzer Bericht über Island, in welchem die Irrtümer der Schriften über diese Insel aufgedeckt werden und den Beschimpfungen und Verleumdungen gewisser Ausländer, mit denen sie die Isländer ohne jede Zurückhaltung zu beleidigen pflegen, entgegengetreten  wird. Von dem Isländer Arngrimus Jonas“ (1593).
Der deutsche Naturwissenschaftler Robert Bunsen bereiste Mitte des 19. Jahrhunderts Island und erklärte das Geysir-Phänomen.
Im 19. Jahrhundert hatten altnordische Germanisten, die die Edda und die Island-Sagas übersetzten, und die Begründer der isländischen Unabhängigkeitsbewegung einen intensiven Austausch. Der Rechtshistoriker Konrad Maurer (1823–1902) veröffentlichte eine für Island freundliche Stellungnahme im Verfassungsstreit mit Dänemark sowie die ersten Übersetzungen isländischer Volkssagen in Deutschland.
Im 20. Jahrhundert wurde der Kulturaustausch vor allem durch Isländer, die über Deutschlanderfahrungen verfügten, befördert. Ein Beispiel hierfür ist der Literaturnobelpreisträger Halldór Laxness.
Island war unter dem Motto „Sagenhaftes Island“ Gastland der Frankfurter Buchmesse im Oktober 2011. Am internationalen Literaturfestival Reykjavík nahmen zahlreiche deutsche Autoren teil. Im März 2011 fand zum ersten Mal ein deutsches Filmfestival in Island statt.
Einrichtungen wie der Deutsche Akademische Austauschdienst (DAAD) oder das Goethe-Institut fördern den deutsch-isländischen Kulturaustausch. Die Bibliothek in Hafnarfjörður kooperiert mit dem Goethe-Institut. Weitere Träger der Kulturbeziehungen sind die Germanistische Abteilung der Universität Islands, der isländische Deutschlehrerverband (Deutsch ist Wahlfach an Sekundarschulen), die deutsch-isländische Kulturgesellschaft „Germania“ in Reykjavík, die aktive Städtepartnerschaft Hafnarfjörður-Cuxhaven und Ísafjörður-Kaufering, das Deutsch-Isländische Netzwerk in Reykjavík, der Deutsch-Isländische Freundeskreis Südisland in Selfoss, die ehemaligen Humboldt-Stipendiaten in Reykjavík sowie mehrere Deutsch-Isländische Gesellschaften in Deutschland. 2002 wurde an der Humboldt-Universität Berlin ein Lektorat für Isländisch etabliert.
Die heutige wissenschaftliche Zusammenarbeit bezieht sich etwa auf die Gebiete Meeres- und Arktisforschung oder Rechtswissenschaft.